# Štadión FC ViOn
El Štadión FC ViOn es un estadio de fútbol ubicado en la ciudad de Zlaté Moravce, Eslovaquia. Fue inaugurado en 1998 y después de su remodelación en 2014 alcanzó una capacidad para 4000 espectadores todos sentados, siendo el estadio en el que disputa sus partidos el club ViOn Zlaté Moravce de la Superliga de Eslovaquia.
El 26 de marzo de 2008, la Selección de fútbol de Eslovaquia disputó su único partido amistoso en el estadio contra la Selección de Islandia, con victoria de la visita por 2 tantos a 1.
En 2013 albergó tres partidos del Campeonato Europeo Sub-17 de la UEFA.